# Johan Fredrik von Köhler
Johan Fredrik von Köhler, tidigare von Cöln (Köln), född 1739, död 3 juni 1787 i Mogata socken, var en svensk målare, tapetmakare och tryckare i Linköping.

## Biografi
Köhler flyttade 1764 till Linköping och 1776 till Husby säteri i Mogata socken. 1786 flyttade de till Bergtorpet i Flämstad. Köhler avled 1787 i Mogata av hetsig feber.

### Familj
Köhler gifte sig i oktober 1764 med hushållerskan Stina Maria Ahlsbeck. De fick tillsammans Helena Susanna (född 1767), Chirstina Sophia (född 1784) och Maria Fredrica (född 1787).

## Tapetmakare
Johan Fredrik von Köhler fick den augusti 1761 hallrättens tillstånd att inrätta ett tapetmakeri i Linköping. Fabriken tillverkade tapeter och tryckta lärfter.

### Produktion
| År   | Värde (summa) |
| ---- | ------------- |
| 1763 | 746           |
| 1768 | 966           |
| 1769 | 604           |
| 1772 | 450           |

### Medarbetare och lärlingar
1771–1772 Eric Qvillén (1740–1801). Han var gesäll hos Köhler.